# 浅香唯 少しおとなのシルエット
- 浅香唯 少し大人のシルエット
- 浅香唯 すこし大人のシルエット

浅香唯 少しおとなのシルエット（あさかゆい すこしおとなのシルエット）は、1988年4月24日から1992年6月28日までニッポン放送で放送されていたラジオ番組。パーソナリティは浅香唯。

## 概要
浅香唯がニッポン放送でパーソナリティを務めるのは『鶴光の代打逆転サヨナラ満塁ホームラン 花とおじさん』（1985年10月 - 1986年3月、木曜日アシスタント）に出演して以来2年ぶり。放送開始当初は、前番組『渡辺美里 ごきげんデイト』から引き続きコカコーラ・ボトラーズの一社提供番組として、『COKE ON SUNDAY 浅香唯 少しおとなのシルエット』のタイトルで放送されていた。なお、コカコーラ・ボトラーズは途中でスポンサーを降板している。
1989年4月から1990年9月の間はネット局が存在し、その中でも1989年10月期は最多の9局ネットで放送されていた。なお、各ネット局の番組表にはスポンサーが見られなかった。これ以外の期間はニッポン放送のみでの放送だった。
フリートークも多い番組だった。なお、はがきが採用されたリスナーには、番組特製「ごめんちゃいシール」（『こんなんやりましたけど』コーナーでクリア出来なかった問題を出したリスナーへ）などが贈られていた。また、「浅香新聞」が当番組発で発行され続けた他、浅香自身が綴った日記が、インデックスカードなど全て浅香のデザインによるカセットブックとなり、番組オリジナルのスペシャルグッズとして発行された。
本番組で、浅香が女性リスナーのみを招待して語り合うイベント『女の子だけの・・・シリーズ』を行っていたこともあって、徐々に女性リスナーが増加し、1989年後期には全体の25%強が女性リスナーだったという。
番組テーマ曲は中西俊博作曲の曲『夏の朝に開くパレット』。

## ニッポン放送での放送時間
- 毎週日曜日 23:30 - 24:00 （1988年4月24日 - 1990年6月24日）
- 毎週日曜日 23:00 - 23:30 （1990年7月1日 - 1990年10月7日）
- 毎週日曜日 24:00 - 24:30 （1990年10月14日 - 1992年6月28日）

## 主なコーナー・企画
宮崎弁講座
浅香のドリル
- 浅香が小中学生が授業で勉強する内容の問題から幼稚園の入園テストまで、あらゆる出題に挑戦[4][7]。その後、スタジオ内での実験に凝ったことがあり、「牛乳瓶の中に火のついた紙を入れて、瓶の上にゆで卵を置いたら卵はどうなるか」という実験をやった時に、ゆで卵がそのまま瓶の中へ入るはずが半分だけしか落ちず、結局危険な実験ににもなりかねなかったため、火災報知機が鳴るかと心配されたこともあったという[8]。

トキメキテレフォン
- 応募して来た中から選ばれたリスナーが、浅香と電話でデートが出来るというコーナー。ここから「ゲンくんの彼女をさがせ」というコーナーも派生してスタートした[7]。

浅香のこんなんやりましたけど
- 「浅香のドリル」終了後にスタートしたコーナー。リスナーから出された珍問・奇問や無理難題などあらゆる問題に浅香が挑戦。問題が出来なかった場合、出題者に「ごめんちゃいシール」が贈られていた[4]。

ショートストーリー
- ショートストーリーと共に、曲を紹介。リスナーからのリクエストも受け付けていた[5]。

都会でハラマキ
- リスナーの都会生活の喜びや哀しみを赤裸々に綴ったエピソードを紹介[9]。このコーナーで採用されたリスナーには番組特製腹巻きが贈られた。また雑誌『UP to boy』内で設けられていたこの番組とタイアップしてのコーナーページ「唯のシークレットトーク」（1988年11月号～1989年5月号）の中でも、毎月1名に抽選でこの腹巻きが贈られていた[10]。

坊主頭に陽があたる
- 参加希望のリスナーの中から浅香が独断と偏見で選んだ男子に丸刈りになってもらおうという企画で、選ばれた3人にスタジオに来てもらい、報道陣やスタッフ・関係者らが見守る中で浅香自らバリカンを持って丸刈りを行った。そしてその後も第2弾「'坊主頭にくちづけを！」として、今回坊主頭になった男子たちと付き合ってみたいという女子を募集していた[9]。

その他
- 浅香唯自身に関するクイズ企画を放送したことがあり、ここでは浅香とリスナーが電話で対決する方式などが行われた。
- なお、この番組が始まって1年6か月くらいの間は「（1989年10月の時点でも）ひと月に新コーナー１つが始まるほどの目まぐるしさで、それまでいくつコーナーが生まれたのかわからない」ほど、それまでのコーナー数が多かった[11]。

## ゲスト
- 藤井郁弥、藤井尚之 （藤井兄弟　当時チェッカーズ 1988年6月19日）
- 芳本美代子、中村繁之（1988年12月4日）
※この日はスタジオを出て焼肉店で収録したものを放送した[12]。
- 光（大沢樹生、内海光司　1989年2月26日）
- 麻生圭子 （1989年5月28日）
- 今井美樹 （1989年6月18日）
- 松任谷由実 （1989年11月26日）
- B'z （1991年4月21日）
他

## 番組出来事
- 1989年9月3日放送回では浅香が“都合”で番組を休み、急遽ピンチヒッターとして浅香の“大親友”を自称する「川崎亜紀」[注釈 2]が番組に登場。浅香の意外な素顔や裏話を披露した。その後「また川崎亜紀を呼んでくれ」などといったリスナーのリクエストが多く集まったという[5]。

## スタッフ
- チーフ構成作家：小川美篤[10]
- サブ構成作家：武田[10]
- AD：永山隆二[10]
- サブディレクター：野々川緑[10]
- チーフディレクター：吉松美香[10]

## ネット局
1989年1月 - 1990年3月
- KBCラジオ：土曜24:05 - 24:35[13]（1989年1月 - 1989年9月）→ 日曜23:30 - 24:00（1989年10月 - 1990年3月）

1989年1月 - 1989年3月
- STVラジオ：日曜22:00 - 22:30（1989年1月15日ネット開始）[14]

1989年10月 - 1990年3月
- 青森放送：木曜22:30 - 23:00
- 山形放送：日曜21:00 - 21:30
- 東北放送：日曜24:05 - 24:35
- 北日本放送：土曜23:30 - 24:00
- 和歌山放送：日曜20:30 - 21:00
- 中国放送：日曜24:30 - 25:00
- 高知放送：土曜18:30 - 19:00

1990年4月 - 1990年9月
- 福井放送：日曜16:00 - 16:30